# Skupina 559
Skupina 559 je bila vojaška enota Vietnamske ljudske armade, ki je delovala med vietnamsko vojno.
Ustanovljena je bila leta 1959 z namenom postavitve oskrbovalnih linij iz Severnega Vietnama do Vietkongovskih paravojaških enot v Južnem Vietnamu. Skupina je tako vzpostavila sistem oskrbovalnih linij (Ho Či Mingova pot) preko Laosa in Kambodže.